# Jörgen Hansen
Jörgen Hansen (* 25. April 1885 in Brandsbüll; † 23. Juli 1963 in Rendsburg) war ein deutscher Geograf und Professor an der Hochschule für Lehrerbildung Kiel.
Nach einer Tätigkeit als Volksschullehrer in Hadersleben studierte er Geschichte, Geografie und Theologie in Kiel. 1913 promovierte er in Kiel über Die Flurverfassung der Dörfer auf der Insel Alsen im 17. und 18. Jahrhundert. Er wurde Seminarlehrer in Tondern. 1926 wurde er zum Dozenten für Erdkunde und Volkskunde, 1927 zum Professor an die Pädagogische Akademie Kiel berufen, die 1933 zur Hochschule für Lehrerbildung (HfL) wurde. Nach der Schließung lehrte er an der HfL Hannover und in Bayreuth und Dortmund. Zum 1. September 1932 war er der NSDAP beigetreten (Mitgliedsnummer 1.325.365). Im November 1933 unterzeichnete er das Bekenntnis der Professoren an den deutschen Universitäten und Hochschulen zu Adolf Hitler. Er war ab 1934 Gausachbearbeiter für Erdkunde und Geopolitik und führte Fortbildungen durch. Auch nach 1945 publizierte er erdkundliche Bücher.